# Namo Pakam
Namo Pakam is een bestuurslaag in het regentschap Deli Serdang van de provincie Noord-Sumatra, Indonesië. Namo Pakam telt 164 inwoners (volkstelling 2010).